# De casibus virorum illustrium
De casibus virorum illustrium (lateinisch, frei übersetzt „Vom Schicksal berühmter Männer“) ist eine Sammlung von Biographien berühmter Männer und Frauen des italienischen Schriftstellers Giovanni Boccaccio, die er ab 1356 bis kurz vor seinem Tod erstellte und bearbeitete. Das Buch beschreibt in lateinischer Sprache in 56 moralisierenden Biographien verschiedene historische und mythische Persönlichkeiten wie Adam, Alkibiades oder Herodes, aber auch Frauen wie die Pharaonin Kleopatra oder die Königin Zenobia. Die Auswahl der Vorlagen der Figuren reichte von der Bibel über verschiedene römische Autoren bis hin zu Zeitgenossen Boccaccios. Einige der Frauen-Biographien nahm er in veränderter Form auch in sein späteres Werk De mulieribus claris auf.
De casibus virorum illustrium gilt als eines der Spätwerke Boccaccios, in denen er seine frühere, lebensbejahende Art zu einem moralisierenden Stil verändert hatte. Die Biografien beschreiben berühmte Personen, die auf der Höhe ihres Erfolges einen Schicksalsschlag zu verkraften haben und wie sie damit umgingen. Auf diese Weise stellt Boccaccio sie als positive oder negative Vorbilder für die eigene Lebensgestaltung dar. Da das Werk in der damaligen Universalsprache Latein verfasst wurde, war es rasch in ganz Europa verbreitet. Der Einfluss des Buches findet sich in vielen Nachfolgewerken, so in den Canterbury Tales und in The Monks Tale, die in Teilen Texte übernahmen und von Boccaccios moralisierendem Stil beeinflusst wurden.

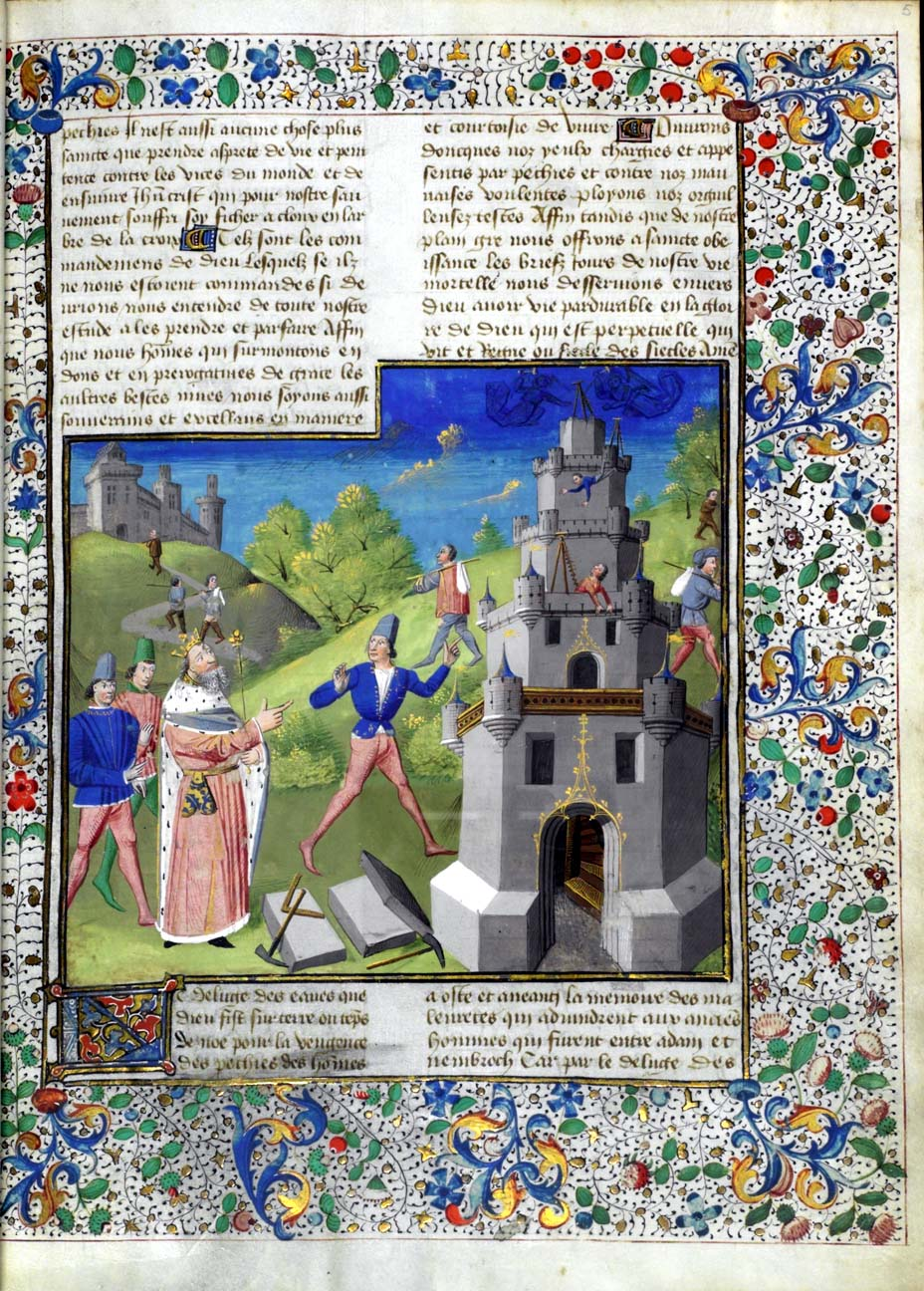
Nimrod und der Turm zu Babel. Illustrierte Seite aus der Glasgow-Ausgabe

Das Werk wurde auch mehrfach übersetzt, so 1511 in Toledo ins Spanische. Eine erste deutsche Übersetzung wurde durch Hieronymus Ziegler 1544/45 in Augsburg veröffentlicht.